# Guillermo Anderson
Guillermo Anderson, né le 26 février 1962 à La Ceiba et mort le 6 août 2016 dans la même ville, est un chanteur et compositeur hondurien.

## Biographie
Guillermo Anderson, né le 26 février 1962 à La Ceiba, effectue ses études primaires et secondaires dans sa ville natale et ses études supérieures à l'Université de Californie à Santa Cruz où il commence à produire ses premières œuvres musicales.
Il est l'auteur  de En mi país, Pobre marinero, Aves, Agua et Cortaron el árbol.
Guillermo Anderson meurt le 6 août 2016 dans un hôpital de La Ceiba, des suites d'un cancer de la thyroïde découvert en 2015.